# كارل فيلر
كارل فيلر (31 أغسطس 1895 - 8 ديسمبر 1969) كان مسؤول الحزب النازي الألماني (NSDAP) وعمدة ميونيخ من عام 1933 حتى عام 1945. كان عضوًا مبكرًا في الحزب النازي بعد انضمامه في عام 1920. في عام 1935، أصبح الرايخ سليتر في الحزب وكان عضوًا في الرايخستاغ. في مارس عام 1933، تم تعيينه عمدة لمدينة ميونيخ وتقلد هذا المنصب حتى نهاية الحرب العالمية الثانية في أوروبا. خلال فترة عمله كرئيس للبلدية، كان فيلر معاداة للسامية بحماسة ورأى أن السكان اليهود في المدينة كانوا مضطهدين. بعد الحرب في كانون الثاني / يناير 1949، حُكم على فيلير بسنتين في معسكر عمل، ولكن تم تعليق الحكم بسبب فترة الاعتقال التي قضاها بالفعل لمدة ثلاث سنوات ونصف.

## حياته
ولد فيلر في براونشفايغ، الإمبراطورية الألمانية. عندما كان طفلاً، التحق بمدرسة ثانوية حديثة في ميونيخ وبعد ذلك بدأ تدريب التاجر، الذي تابعه في شليسفيغ هولشتاين في عام 1914. خدم فيلر في الحرب العالمية الأولى وزين بالصليب الحديدي من الدرجة الثانية. في عام 1919 دخل الحكومة المحلية لمدينة ميونيخ كمتدرب إداري وفي عام 1922 اجتاز بنجاح امتحان الرتبة الإدارية والكتابية.

## الحزب النازي

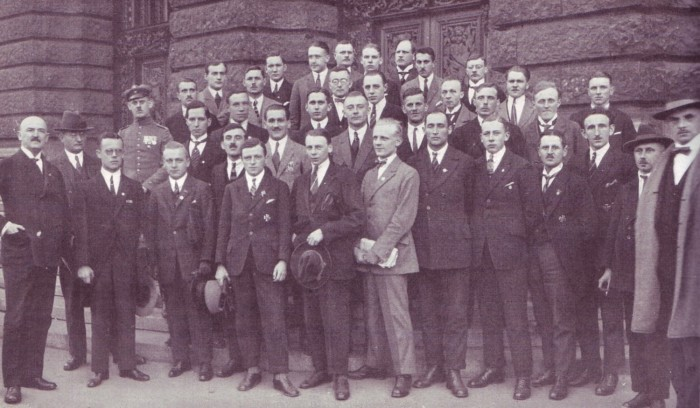
كارل فيلر بين المُدّعى عليهم في محاكمة 40 عضوًا من "قوات الصدمة" أمام محكمة الشعب في ميونيخ.

بحلول عام 1920 انضم إلى الحزب النازي برقم عضوية 37. في عام 1923، أصبح كارل فيلر عضوًا في قوات الصدمة (Shock Troop-Hitler)، التي تم إنشاؤها لتوفير الحماية الشخصية لهتلر. في 8 و 9 نوفمبر 1923 شارك بنشاط في انقلاب بير هول الفاشل. لمشاركته حكم على فيلر بالسجن 15 شهرًا في قلعة لاندسبرغ.
من عام 1924 حتى عام 1933، كان عضو مجلس محلي فخريً، وفي عام 1929 حدد مبادئ السياسة المحلية النازية في كتيبه المكون من 80 صفحة «السياسة البلدية الاشتراكية الوطنية»، الذي نشرته دار النشر في ميونيخ «فرانز إيهر فيرلاغ»، والذي كان ناشر الحزب المركزي للحزب النازي. خلال الثلاثينيات، نشر في عدة مناسبات تتعلق بالسياسة المحلية في ألمانيا من وجهة نظر اشتراكية وطنية.

## روابط خارجية
- كارل فيلر على موقع مونزينجر (الألمانية)